# Vornberger Glacier
Vornberger Glacier är en glaciär i Antarktis. Den ligger i Västantarktis. Inget land gör anspråk på området. Vornberger Glacier ligger 231 meter över havet.
Terrängen runt Vornberger Glacier är platt åt sydväst, men åt nordost är den kuperad. Trakten är obefolkad. Det finns inga samhällen i närheten.